# Chiral Pool
Chiral pool ist in der Chemie eine allegorische Bezeichnung für die Gesamtheit der aus der Natur verfügbaren enantiomerenreinen Stoffe, wie beispielsweise L-Aminosäuren, D-Kohlenhydrate, Alkaloide oder Terpene, die oft in großer Menge preisgünstig zur Verfügung stehen. Es ist eine große Anzahl chiraler Naturstoffe bekannt. Diese chiralen Substanzen liegen, anders als die Produkte der meisten chemischen Synthesen, in der Regel enantiomerenrein vor. Sie können als Ausgangsbasis bei der chemischen oder biotechnischen Herstellung enantiomerreiner Folgeprodukte, beispielsweise für pharmazeutische Zwecke, dienen. Heute werden zum chiralen Pool auch in nennenswertem Maßstab industriell erzeugte enantiomerreine Stoffe gezählt, die durch Racematspaltung, enantioselektive Synthese oder die Derivatisierung enantiomerenreiner Naturstoffe erhalten werden.

## Bedeutung
Vor allem in der Medizin gewinnen enantiomerenreine Arzneistoffe als pharmazeutische Wirkstoffe immer größere Bedeutung. Oftmals haben die beiden Enantiomere eines Arzneistoffes unterschiedliche pharmakologische Wirkungen. Das unerwünschte Enantiomer eines Wirkstoffes kann gänzlich unwirksam sein oder gar Schädigungen hervorrufen.
Neu zugelassene chirale Arzneistoffe kommen heutzutage praktisch immer als enantiomerenreine Substanzen in den Handel, da von den Zulassungsbehörden [z. B. der US-amerikanischen Food and Drug Administration (FDA)] getrennte pharmakologische und pharmakinetische Belege zur gleichen Wirksamkeit der Enantiomeren verlangt werden. Dieser Nachweis ist faktisch nur möglich bei den seltenen Arzneistoffen, die unter physiologischen Bedingungen leicht racemisieren.
Die Verwendung von Substanzen aus dem „Chiral pool“ als Edukt in Synthesen ist eine Alternative zur enantioselektiven Synthese von Substanzen und zur Auftrennung von racemischen Gemischen. Im „Chiral pool“ vorhandene enantiomerenreinen Stoffe sind beispielsweise L-Aminosäuren, D-Kohlenhydrate oder Terpene, die oft in großer Menge preisgünstig zur Verfügung stehen.

## Beispiele
allgemein
- L-Aminosäuren
- D-Kohlenhydrate
- Terpene
- Alkaloide

speziell
- Campher
- Menthol
- Citronellol
- Limonen
- Optisch aktiver Gärungsamylalkohol (S)-(−)-2-Methylbutanol

Einige Beispiele für chirale Substanzen, die aus dem Chiral Pool synthetisiert werden können:
- Enders-Reagenz (SAMP/RAMP) aus L- bzw. D-Prolin
- CBS-Reagenz aus L-Prolin
- Alpine-Boran aus Pinen